# Gunnar Lannmark
Gunnar Lannmark, född 22 april 1891 i Stockholm, död 22 april 1948, var en svensk fabrikör och tecknare.
Han var son till fabrikören Johan Gunnar K:son Lannmark och hans hustru Maria Katarina. Han var bror till fabrikören och tecknaren Gustav Lannmark. Efter avlagd examen vid Tekniska skolan i Stockholm övertog han tillsammans med sin bror faderns mekaniska verkstad som han drev ensam från 1929 då brodern övergick helt till sin konstnärliga verksamhet. Han var under ungdomsåren känd som en intresserad och duktig amatörskådespelare. Han var liksom sin bror en skicklig tecknare och framställde en del satir- och skämtteckningar.